# Deutsche Meisterschaft im Straßenrennen 1947
Die Deutsche Meisterschaft im Straßenrennen 1947 fanden am 19. Oktober in Berlin statt. Es war das zweite Meisterschaftsrennen für die Berufsfahrer nach dem Zweiten Weltkrieg. Lange fanden sich kein Veranstalter und kein Termin für dieses Rennen, bis die Tageszeitung Neues Deutschland sich als Veranstalter zur Verfügung stellte. 130 Berufsfahrer aus allen Zonen Deutschlands hatten ihre Meldung abgegeben. Am Start erschienen 99 Fahrer. Kurzfristig abgesagt hatten aus dem Favoritenkreis Erich Bautz, Erich Metze, Hermann Siebelhoff, Ludwig Hörmann und Josef Berger. Der Sieger des Rennens erhielt 2.000 Reichsmark an Prämie, der beste Fahrer aus Berlin erhielt 600 Reichsmark (wobei als Berliner nur die Fahrer gewertet wurden, die ihren ersten Wohnsitz in der Stadt hatten). Für den Sieger der Bergwertung am Pfefferberg gab es 1.000 Reichsmark.

## Strecke
Ein 3,2 Kilometer langer Rundkurs im Prenzlauer Berg war 39 Mal zurückzulegen. Start und Ziel war vor dem Verlagsgebäude der das Rennen ausrichtenden Tageszeitung Neues Deutschland. Dabei musste der Anstieg zum Pfefferberg bewältigt werden. Zusätzliche Schwierigkeiten gab es durch einige Kopfsteinpflasterpassagen im Prenzlauer Berg und enge Kurven.

## Rennverlauf
Auf dem kurzen Rundkurs kam es zu häufigen Überrundungen, was relativ schnell zu einer Ausdünnung des Feldes führte. Auf dem Rundkurs hatten Ausreißversuche keinen Erfolg. Im Finale sprintete der bereits überrundete Hermann Schild mit, was zu Irritationen und Protesten führte. Den finalen Sprint gewann Georg Voggenreiter sicher vor dem später disqualifizierten Schild, es folgten Singer und Ziege. Otto Ziege gewann damit auch die Berliner Meisterschaft und somit die Sonderprämie für den besten Fahrer aus Berlin. Nach dem Zieleinlauf strömten viele Besucher auf die Strecke, so dass etliche Fahrer noch Schäden an ihrem Material zu beklagen hatten und eine Siegerehrung nicht durchgeführt werden konnte.
|     | Fahrer             | Ort      |
| --- | ------------------ | -------- |
| 01. | Georg Voggenreiter | Nürnberg |
| 02. | Singer             | München  |
| 03. | Otto Ziege         | Berlin   |
| 04. | Werner Richter     | Chemnitz |
| 05. | Herbert Bresching  | Berlin   |
| 06. | Heinrich Schwarzer | Berlin   |
| 0 … |                    |          |